# Ademar de Chabannes
Adémar de Chabannes (sau Adhémar de Chabannes) (n. cca. 988 – d. 1034) a fost un călugăr francez din secolul al XI-lea, istoric, compozitor, dar și un falsificator de succes.

## Viața
Adémar s-a născut la Chabannes, un sat actualmente situat în Haute-Vienne. Educat la mănăstirea Sfântului Marțial din Limoges, el și-a petrectu viața ca monah, atât acolo cât și la mănăstirea Sfântului Cybard dinAngoulême.

## Scrieri
Viața lui Adémar a decurs în principal prin scrierea și transcrierea de cronici, iar opera sa principală este o istorie intitulată Chronicon Aquitanicum et Francicum sau Historia Francorum. Elaborată în trei cărți, scrierea tratează istoria Franței de la fabulosul rege Pharamond, rege al francilor, până la anul 1028. Primele două cărți sunt mai degrabă copii ale istoriilor anterioare ale regilor franci, precum Liber Historiae Francorum, continuarea lui Fredegarius și Annales regni Francorum, însă cea de a treia, care tratează perioafda dintre anii 814 și 1028, este de o considerabilă importanță istorică.

## Falsul
Adémar a "îmbogățit" legenda Sfântului Marțial, episcopul din secolul al III-lea care a creștinat regiunea Limoges, plasându-l cu câteva secole înainte și transformându-l în unul dintre cei 12 apostoli. De asemenea, cronicarul a suplimentat slaba documentare asupra presupusei 'apostolicități' a lui Marțial, mai întîi cu o "Viață" falsificată a lui Marțial, care ar fi fost compusă de către succesorul acestuia, episcopul Aurelian.
Din păcate pentru Adémar, un călugăr călător, Benedict de Chiusa, originar din Lombardia, a denunțat presupusa Viață a lui Marțial ca fiind un fals. Cuvântul s-a răspândit, iar tânărul călugăr, până atunci considerat ca promițător, a căzut în dizgrație. Reacția lui Adémar a fost aceea de a crea fals după fals, inventând practic un conciliu la anul 1031 care să confirme statutul "apostolic" al lui Marțial, creând chiar o scrisoare papală. Realitatea asupra acestor invenții a fost scoasă la iveală abia în anii 1920, de către istoricul Louis Saltet, deși cei mai mulți dintre istoricii catolici au ignorat demonstrațiile lui Saltet până în anii 1990.
Pe termen lung, operațiunea lui Adémar s-a dovedit a acea succes. Până la finele secolului al XI-lea, Marțial a fost într-adevăr venerat ca apostol în Aquitania, deși în alte arii geografice legenda era pusă sub semnul întrebării.

## Opera muzicală
Adémar a compus muzica sa liturgică bazându-se în mare măsură pe muzica gregoriană, standardul acelei epoci. El a creat astfel opera dedicată Sfântului Marțial, precum și opere pentru sărbătorile apostolilor, la care a adăugat opere originale.
Adémar a murit în jurul anului 1034, cel mai probabil la Ierusalim, unde s-a deplasat ca pelerin.